# Hit és kételkedés
A Hit és kételkedés (eredeti angol címén: The Reason for God: Belief in an Age of Skepticism) Timothy Keller amerikai keresztyén író könyve, mely a keresztyén hit elleni kifogásokkal foglalkozik, egy közös, objektív szempontból vizsgálva meg az ellenvetéseket és kételyeket, majd a magyarázatokat azokra.
Az író saját szavai szerint a könyvet kétféle embernek írta: azoknak, akiknek kételyei vannak a keresztyén hittel szemben, és azoknak, akik nem tudják, hogyan érveljenek a keresztyénség mellett.
A könyv célja, hogy tisztelettel közelítse meg és tárgyalja a keresztyénség ellen leggyakrabban felvetett kételyeket, kifogásokat. A főbb tárgyalt kérdések:
- Miért engedi Isten a szenvedést?
- Miért van pokol?
- Hogyhogy csak egy igaz vallás létezik?
- Hogy követhetett el az egyház ennyi igazságtalanságot?
- Megbízható-e a Biblia?
- Tényleg elfojt és korlátoz a kereszténység?

A könyv elnyerte a World Magazine és a Christianity Today díját. 2008 márciusában a hetedik helyen szerepelt a The New York Times bestseller listáján.

## Magyarul
- Hit és kételkedés. Meggyőző érvek Isten mellett; ford. Daray Erzsébet; Harmat–Koinónia, Bp.–Kolozsvár, 2012, ISBN 978-973-165-056-2